# Accordo di Prespa
L'accordo di Prespa (in greco Συμφωνία των Πρεσπών?, in macedone Преспански договор?), noto anche come accordo di Prespes o trattato di Prespa, è un accordo raggiunto il 12 giugno 2018 tra la Grecia e la Macedonia del Nord sotto l'egida delle Nazioni Unite, che risolve una controversia di lunga data sul nome di quest'ultima.
Firmato accanto al lago Prespa da cui prende il nome, e ratificato dai parlamenti di entrambi i Paesi il 25 gennaio 2019, è entrato in vigore il 12 febbraio 2019 quando i due paesi hanno notificato all'ONU il completamento dell'accordo, a seguito della ratifica del protocollo di adesione alla NATO per la Macedonia del Nord l'8 febbraio. Sostituisce l'accordo provvisorio del 1995 e vede il nome costituzionale del paese, già Repubblica di Macedonia, mutato in Repubblica della Macedonia del Nord.

## Nome del trattato
L'accordo di Prespa è il nome breve dell'accordo, dal nome del luogo in cui è stato firmato, il Lago Prespa. Il suo nome completo è Accordo finale per la risoluzione delle differenze come descritte nelle risoluzioni 817 (1993) e 845 (1993) del Consiglio di sicurezza delle Nazioni Unite, la fine dell'Accordo interinale del 1995 e l'istituzione di un partenariato strategico tra le parti.
- in macedone Конечна спогодба за решавање на разликите опишани во Резолуциите 817 (1993) и 845 (1993) на Советот за безбедност на Обединетите Нации, за престанување на важноста на Привремената спогодба од 1995 г. и за воспоставување на стратешко партнерство меѓу страните?
- in greco Τελική συμφωνία για την επίλυση των διαφορών, όπως περιγράφονται στις αποφάσεις του Συμβουλίου Ασφαλείας των Ηνωμένων Εθνών 817 (1993) και 845 (1993), τη λήξη της Ενδιάμεσης Συμφωνίας του 1995, και την εδραίωση στρατηγικής εταιρικής σχέσης μεταξύ των μερών?

## Antefatti
Sin dalla disgregazione della Jugoslavia nel 1991, l'uso del nome "Macedonia" era stato contestato dalla Repubblica ellenica. La disputa è nata dall'ambiguità nella nomenclatura tra l'ex stato jugoslavo, l'adiacente regione greca della Macedonia e l'antico regno di Macedonia, stato di lingua greca che diede i natali ad Alessandro Magno.
Citando preoccupazioni storiche e irredentiste, la Grecia si è opposta all'uso del nome "Macedonia" da parte della Repubblica di Macedonia senza un qualificatore geografico come "del Nord" o "Superiore".
Circa 2 milioni di etnici greci si identificano come macedoni ed estranei all'etnia slava macedone.
Di conseguenza la Grecia si è ulteriormente opposta all'uso del termine "macedone" per indicare il gruppo etnico slavo del Paese vicino e la sua lingua. La Repubblica ex jugoslava di Macedonia è stata accusata di appropriazione di simboli e figure che sono storicamente considerati parte della cultura greca, come il Sole di Verghina e Alessandro Magno, e di promuovere il concetto irredentista di una Macedonia unita, che implica rivendicazioni territoriali su Grecia, Bulgaria, Albania e Serbia.
Prima dell'accordo di Prespa, le organizzazioni internazionali chiamavano provvisoriamente la Repubblica di Macedonia "ex Repubblica jugoslava di Macedonia" (a volte abbreviata in "FYROM", che sta per l'inglese "Former Yugoslav Republic Of Macedonia").

## Storia dell'accordo

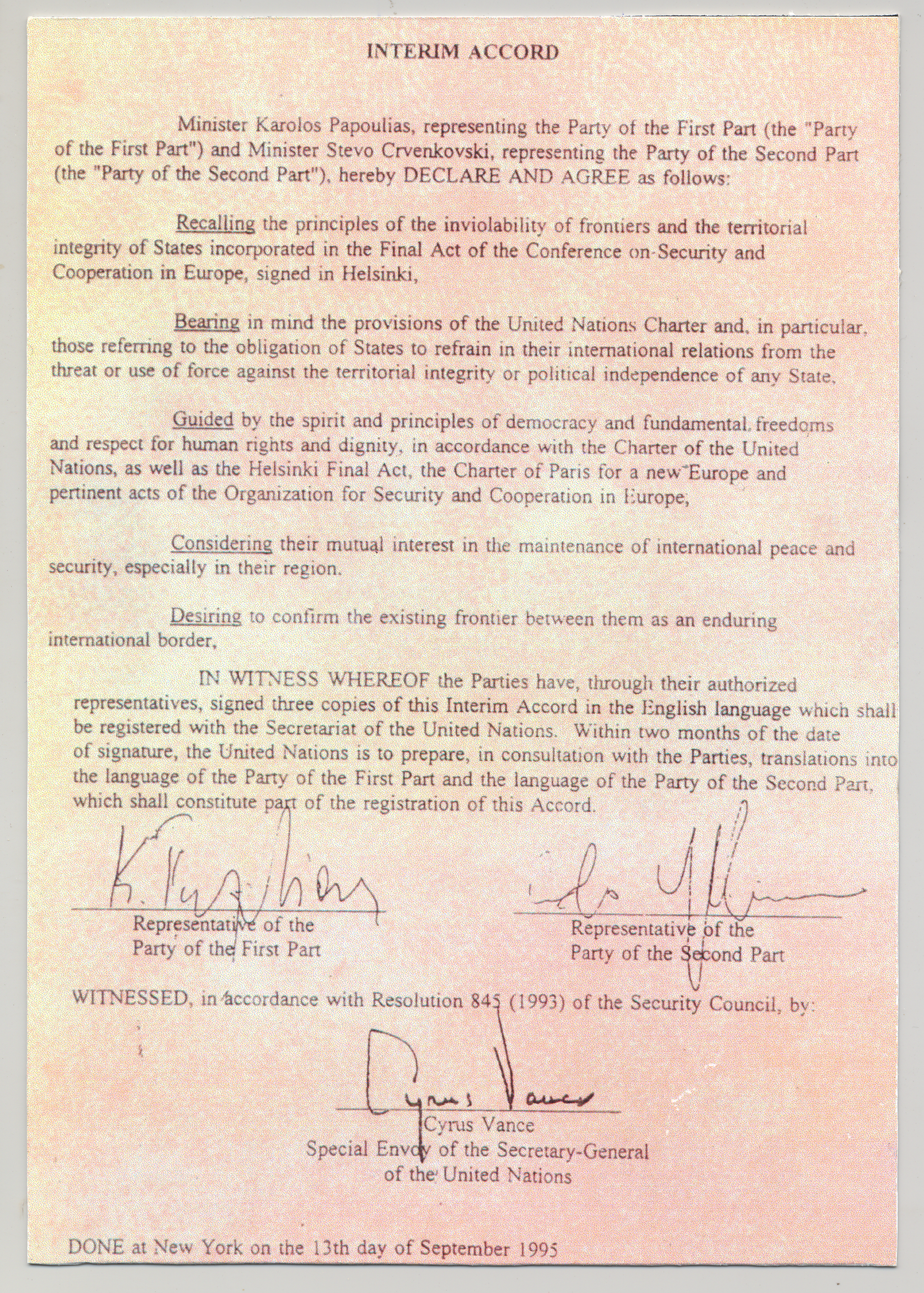
L'accordo del 1995, che è stato sostituito dall'accordo Prespa nel 2019

Il 12 giugno 2018 il premier greco Alexīs Tsipras ha annunciato di aver raggiunto un accordo con il suo omologo macedone Zoran Zaev sulla controversia, "che copre tutti i presupposti fissati dalla parte greca". L'accordo è stato firmato sul lago Prespa, uno specchio d'acqua che forma un confine comune parziale tra la Macedonia del Nord, la Grecia e l'Albania.
La proposta comporterebbe che la Repubblica di Macedonia venga ribattezzata Repubblica della Macedonia del Nord (in macedone Република Северна Македонија?; in greco Δημοκρατία της Βόρειας Μακεδονίας?), con il nuovo nome utilizzato a tutti gli effetti (erga omnes), cioè a livello nazionale, in tutte le relazioni bilaterali e in tutte le organizzazioni e istituzioni regionali e internazionali.
L'accordo include il riconoscimento della lingua macedone nelle Nazioni Unite, sottolineando che rientra nel gruppo delle lingue slave meridionali, e che la cittadinanza del Paese sarà chiamata macedone/cittadino della Repubblica della Macedonia del Nord. Inoltre, c'è un chiarimento esplicito sul fatto che i cittadini del Paese non sono legati all'antica civiltà ellenica che in precedenza abitava le regioni settentrionali della Grecia. Nello specifico, l'articolo 7 menziona che entrambi i Paesi riconoscono che la loro rispettiva interpretazione dei termini "Macedonia" e "macedone" si riferisce a un contesto storico e a un patrimonio culturale diversi. Quando si fa riferimento alla Grecia, questi termini denotano l'area e le persone della sua regione settentrionale, così come la civiltà ellenica, la storia e la cultura di tale regione. Quando si fa riferimento alla Repubblica di Macedonia, questi termini denotano il suo territorio, la lingua e le persone, con la loro storia e cultura distintamente diverse.
Inoltre, l'accordo prevede la rimozione del Sole di Verghina dall'uso pubblico nella Repubblica della Macedonia del Nord e la formazione di un comitato per la revisione dei libri di testo e delle mappe scolastiche in entrambi i paesi per la rimozione dei contenuti irredentisti e per allinearli con l'UNESCO e gli Standard del Consiglio d'Europa. Questi cambiamenti sono stati sottoposti a referendum per i cittadini della Repubblica di Macedonia nell'autunno del 2018.

### Reazioni politiche
La comunità internazionale ha reagito positivamente all'accordo di Prespa, definito "storico" dai media. L'Unione europea l'ha accolto con favore, con il presidente del Consiglio europeo Donald Tusk che ha twittato le sue "sincere congratulazioni" a Tsipras e Zaev. "Sto tenendo le dita incrociate. Grazie a voi, l'impossibile sta diventando possibile", ha detto. Il capo degli Affari esteri dell'Ue Federica Mogherini e il commissario Johannes Hahn hanno anche pronunciato una dichiarazione congiunta congratulandosi con i due primi ministri "per il raggiungimento di questo storico accordo tra i loro paesi, che contribuisce alla trasformazione dell'intera regione dell'Europa sud-orientale". Il segretario generale della NATO Jens Stoltenberg ha accolto con favore l'accordo, affermando che esso metterà la Repubblica di Macedonia sulla strada per l'adesione alla NATO. Inoltre, il ministro degli Esteri britannico Boris Johnson ha accolto l'accordo come "una notizia fantastica". "L'accordo, una volta per sempre, conferma e rafforza l'etnia macedone, l'identità culturale macedone e la lingua macedone. Garantisce la sicurezza del Paese e fornisce un futuro sicuro ai cittadini della Repubblica di Macedonia", ha detto Zaev.
Le comunità nazionali macedoni hanno reagito in modo più negativo all'accordo. In Macedonia, il presidente della Repubblica, Gjorge Ivanov, ha dichiarato che non avrebbe firmato l'accordo, definendolo "disastroso". Inoltre, anche il partito di destra VMRO-DPMNE si è opposto all'accordo e si è impegnato a organizzare proteste pubbliche contro di esso. In Macedonia, proteste violente si sono diffuse a Skopje, e il parlamentare Hari Lokvanec, dell'Unione Socialdemocratica di Macedonia, che ha partecipato alla cerimonia di Prespa, ha ritrovato la sua auto parlamentare incendiata a Bitola da autori non identificati. Dopo la sua partenza da ministro degli Esteri greco, Kotzias ha dichiarato nell'ottobre 2018 che le ragioni principali dell'accordo di Prespa erano di portare stabilità nei Balcani e di fermare l'influenza turca nella regione.
In Grecia, Alba Dorata, partito di estrema destra, e il Partito Comunista di Grecia (CPG), partito di estrema sinistra, si sono opposti all'accordo, con un parlamentare di Alba Dorata, Konstantinos Barbarousis, che è arrivato a chiedere il governo militare e squadre armate per fucilare i politici responsabili dell'accordo. Di conseguenza, Barbarousis è stato espulso dal suo partito ed è stato emesso un mandato di arresto nei suoi confronti per alto tradimento. Ha tentato la fuga usando il suo veicolo parlamentare,, ma alla fine è stato trovato e arrestato. Inoltre, il partito conservatore Nuova Democrazia ha presentato una mozione di sfiducia contro Tsipras in parlamento a causa dell'accordo sul nome, che è stato respinto due giorni dopo con una semplice maggioranza parlamentare: 153 contro, 127 a favore. Kyriakos Mitsotakis, leader del partito Nuova Democrazia, aveva sostenuto a questo proposito che il ministro degli Esteri greco (e quindi il governo di SYRIZA) non aveva l'autorità di firmare l'accordo, sulla base di argomenti legali internazionali a cui hanno risposto studiosi di diritto.

### Reazioni pubbliche
In Grecia l'accordo, profondamente impopolare, ha avuto un impatto negativo immediato sulle possibilità di Tsipras di rimanere al potere. Secondo sondaggi separati condotti da Marc e da Ekathimerini, tra il 65% e il 68% dei greci erano contrari all'accordo di Prespa e a ciò che vi è contenuto. Ci sono state grandi manifestazioni pubbliche nel 2018 e nel 2019 contro l'accordo di Prespa, ad Atene e a Salonicco, durate per giorni. Ci sono stati anche vasti sit-in studenteschi che hanno interessato 210 scuole nella sola Macedonia centrale greca. Nonostante il clamore, i manifestanti sono stati accusati di avere legami con fascisti di estrema destra. In risposta, il famoso compositore di sinistra Mikīs Theodōrakīs, anche lui contrario all'accordo di Prespa, ha definito il governo di Syriza "fascisti di sinistra".
Anche nella Macedonia del Nord la maggior parte dell'opinione pubblica era contraria all'accordo, ma non nella stessa misura di quella greca. Secondo i sondaggi condotti da Sitel TV, il 45% del pubblico ha dichiarato di sentirsi negativamente nei confronti dell'accordo, mentre il 44% ha affermato di sentirsi positivamente nei suoi confronti. Circa la metà (50,5%) degli intervistati ha affermato di ritenere che il governo di Skopje abbia svolto un buon lavoro durante i negoziati con la Grecia contro il 40,7% che ha dichiarato il contrario.

## Firma
L'accordo di Prespa, che ha sostituito l'accordo interinale del 1995, è stato firmato il 17 giugno 2018 in una cerimonia di alto livello presso il villaggio di confine greco di Psarades sul lago Prespa, dai due ministri degli esteri Nikola Dimitrov e Nikos Kotzias e in presenza dei rispettivi primi ministri, Zoran Zaev e Alexis Tsipras. Alla riunione hanno partecipato anche il rappresentante speciale delle Nazioni Unite Matthew Nimetz, il sottosegretario generale per gli Affari Politici Rosemary DiCarlo, l'Alto rappresentante dell'Unione per gli affari esteri e la politica di sicurezza dell'Unione europea Federica Mogherini, e il Commissario europeo per l'allargamento e la politica europea di vicinato Johannes Hahn, tra gli altri. Dopo la cerimonia, Tsipras, insieme alla sua controparte macedone, ha attraversato il confine verso la sponda macedone del Lago Prespa per il pranzo nel villaggio di Oteševo, con una mossa altamente simbolica che ha segnato il primo ingresso di un primo ministro greco nella Repubblica di Macedonia da quando essa ha dichiarato l'indipendenza nel 1991.

## Ratifica e attuazione
Il 13 giugno 2018, Zaev ha dichiarato che la Macedonia del Nord stava cambiando le targhe dei suoi veicoli da MK a NMK per riflettere il nuovo nome del paese.
Il governo macedone ha annunciato che le statue di Alessandro Magno, Filippo II di Macedonia e Olimpia dell'Epiro, che sono state innalzate come parte del programma Skopje 2014, avrebbero ricevuto nuove iscrizioni con chiarimenti sul fatto che esse simboleggiano un periodo della Grecia antica e sono lì ad onorare l'"Amicizia greco-macedone".

### Ratifica da parte del parlamento macedone
Il 20 giugno l'accordo di Prespa è stato ratificato dal Parlamento della Repubblica di Macedonia, con 69 parlamentari che hanno votato a favore. Il partito di opposizione VMRO-DPMNE ha boicottato la sessione parlamentare, dichiarando il trattato di Prespa un "genocidio dello Stato legale" e un "genocidio dell'intera nazione".
Il 25 giugno, il ministero degli Esteri greco ha informato l'UE e la NATO che la Grecia non si oppone più all'adesione euro-atlantica della Macedonia con il nuovo nome. Il giorno successivo, tuttavia, il presidente macedone Gjorge Ivanov si è rifiutato di firmare l'accordo e ha minacciato il premier macedone Zaev e i parlamentari della coalizione di governo con la reclusione di almeno 5 anni per aver votato a favore di un accordo che, secondo Ivanov, pone la Repubblica di Macedonia in posizione subordinata ad uno Stato straniero. "Non accetto la riforma costituzionale volta a cambiare il nome costituzionale [del Paese]. Non accetto idee o proposte che metterebbero in pericolo l'identità nazionale della Macedonia, l'individualità della nazione macedone, la lingua macedone e il modello di coesistenza macedone. Alle elezioni presidenziali, 534.910 cittadini hanno votato a favore di questo programma elettorale. L'accordo va oltre l'ambito delle risoluzioni 817 (1993) e 845 (1993) del Consiglio di sicurezza delle Nazioni Unite, poiché si riferiscono alle "differenze sul nome dello Stato" e non alle "controversie" cui si riferisce l'accordo", Ivanov ha detto, aggiungendo che "questo accordo porta la Repubblica di Macedonia alla subordinazione ad un altro Paese, vale a dire la Repubblica ellenica. Secondo l'articolo 308 del codice penale, "un cittadino che porta la Repubblica di Macedonia in uno stato di sottomissione o dipendenza da un altro Stato è punibile con la reclusione di almeno cinque anni". La legalizzazione di questo accordo crea conseguenze legali che sono alla base della commissione di un crimine."
Il ritiro del veto greco ha portato l'Unione europea ad approvare il 27 giugno l'inizio dei colloqui di adesione con la Repubblica di Macedonia, da avviare l'anno successivo subordinatamente all'attuazione dell'accordo di Prespa e al cambio del nome costituzionale della nazione in Repubblica della Macedonia del Nord. Il 5 luglio l'accordo di Prespa è stato nuovamente ratificato dal parlamento macedone con il voto favorevole di 69 parlamentari. L'11 luglio, la NATO ha invitato la Macedonia del Nord ad avviare i colloqui di adesione nel tentativo di diventare il 30° membro dell'alleanza euro-atlantica.

### Referendum e ratifica in Macedonia

Risultati del referendum in Macedonia del 2018

Il 30 luglio, il parlamento della Macedonia ha approvato il piano di indizione di un referendum non vincolante sulla modifica del nome del Paese, che si è svolto il 30 settembre. Il 91% degli elettori ha votato a favore, con un'affluenza alle urne del 37%, ma il referendum non è stato ritenuto valido a causa del mancato raggiumento del quorum costituzionale del 50% + 1 degli aventi diritto. L'affluenza totale al referendum è stata di 666.344 votanti, e di questi circa 260.000 erano elettori di etnia albanese della Macedonia. Il governo ha inteso portare comunque avanti il cambio di nome.
Il 15 ottobre 2018, il parlamento della Macedonia ha iniziato a discutere il cambio di nome. La proposta di riforma costituzionale richiede il voto di 80 parlamentari, cioè due terzi dei 120 seggi parlamentari.
Il 16 ottobre, l'Assistente Segretario di Stato americano Wess Mitchell ha inviato una lettera al leader del VMRO-DPMNE Hristijan Mickoski, in cui esprime il disappunto degli Stati Uniti per le posizioni del suo partito e sue personali, chiedendo di "mettere da parte i partigiani interessi" e lavorare per ottenere l'approvazione del cambio di nome. Mickoski ha in risposta espresso la speranza che la Repubblica di Macedonia faccia presto parte delle famiglie della NATO e dell'UE, "ma orgogliosa e dignitosa, non umiliata, sfigurata e disonorata".
Il 19 ottobre il parlamento ha votato per avviare il processo di ridenominazione del Paese in "Macedonia del Nord", dopo che un totale di 80 parlamentari hanno votato a favore delle modifiche costituzionali.
Il 30 ottobre, l'ufficio del pubblico ministero di Skopje ha aperto un procedimento contro il presidente macedone Gjorge Ivanov per il suo rifiuto di adempiere ai suoi obblighi costituzionali di ratifica dell'accordo di Prespa dopo l'approvazione da parte del parlamento macedone.
Il 3 dicembre 2018, il parlamento della Macedonia ha approvato un progetto di emendamento costituzionale, con 67 parlamentari che hanno votato a favore, 23 contrari e 4 astenuti. In questa fase era necessaria una maggioranza semplice.
Dopo alcune discussioni politiche su questioni costituzionali legate alla composizione multietnica dello Stato, tutti i partiti politici albanesi della Macedonia hanno votato a favore del cambio di nome insieme ai socialdemocratici al governo e ad alcuni membri dell'opposizione. L'11 gennaio 2019, il parlamento macedone ha completato l'attuazione giuridica dell'accordo di Prespa approvando le modifiche costituzionali per la ridenominazione del Paese in "Macedonia del Nord" con una maggioranza parlamentare di due terzi (81 parlamentari).

### Reazioni internazionali alla ratifica della Macedonia
La comunità internazionale, i leader della NATO e dell'Unione europea, tra cui il primo ministro greco Alexīs Tsipras e il cancelliere austriaco Sebastian Kurz, nonché i capi degli Stati confinanti, si sono congratulati con il primo ministro macedone Zoran Zaev. Il primo ministro britannico Theresa May ha descritto il voto come un "momento storico", mentre il presidente kosovaro Hashim Thaçi ha espresso la speranza che l'accordo di Prespa, che ha risolto la disputa sul nome della Macedonia, possa essere utilizzato come "modello" per risolvere anche la disputa del Kosovo con la Serbia. Il presidente albanese Ilir Meta si è congratulato per il cambio di nome e il ministro degli Esteri albanese Ditmir Bushati ha festeggiato il voto twittando che i partiti politici albanesi sono stati "fattore decisivo".
In esilio in Ungheria, il fuggitivo ex primo ministro Nikola Gruevski ha condannato l'accordo di Prespa, affermando che il primo ministro Zoran Zaev "ha truffato" e "ingannato" il popolo macedone sul cambio di nome del Paese, e che i politici greci hanno imposto un accordo sfavorevole alla Macedonia del Nord che delinea rivendicazioni esclusive sulla "storia antica" della Grecia.

### Sviluppi successivi alla ratifica della Macedonia
Il 13 gennaio 2019, il ministro della Difesa greco Pános Kamménos e il suo partito dei Greci indipendenti hanno abbandonato la coalizione di governo greca a causa dell'accordo di Prespa, lasciando potenzialmente la coalizione di governo senza una maggioranza praticabile in parlamento. Il primo ministro Alexīs Tsipras ha quindi tenuto un voto di fiducia il 16 gennaio ed è rimasto in carica con un voto di 151-148, con un legislatore assente. Tsipras è sopravvissuto al voto grazie ai 145 membri del partito di sinistra radicale Syriza e a 6 parlamentari dei greci indipendenti (ANEL). Nei giorni precedenti alla ratifica dell'accordo di Prespa da parte del parlamento greco, oltre 60.000 manifestanti (secondo la polizia; 600.000, secondo gli organizzatori) da tutto il Paese sono arrivati ad Atene per chiedere il rigetto dell'accordo; alcune di queste proteste sono poi diventate violente, con la polizia che si è vista obbligata a usare gas lacrimogeni per disperdere i gruppi.
Durante l'ultima settimana, un sondaggio dell'opinione pubblica ha mostrato che oltre il 65% delle persone era contrario alla ratifica dell'accordo di Prespa, mentre molti artisti popolari greci (S. Xarhakos, V. Papakonstantinou J. Kotsiras ecc.) hanno convenuto che si sarebbe dovuto tenere un referendum. Il 19 gennaio è stato pubblicato l'editoriale di Mikis Theodorakis in cui ha definito un "crimine" la ratifica dell'accordo da parte dei parlamentari greci, chiedendo un referendum anche in Grecia sull'accordo.
Il 23 gennaio, appena un giorno prima della ratifica nel Parlamento ellenico, centinaia di studiosi, professori, scrittori e artisti da tutta la Grecia hanno firmato petizioni a sostegno dell'accordo di Prespa.
Un sondaggio dell'opinione pubblica del febbraio 2019, condotto per il canale televisivo Sitel in Macedonia del Nord, ha mostrato che il 44,6% degli intervistati era positivo sull'accordo di Prespa, mentre il 45,6% era negativo verso l'accordo. La maggioranza, il 59,5%, ha dichiarato che l'accordo avrebbe avuto un impatto positivo sulle relazioni tra i due Paesi e il 57,7% ha ritenuto che i due Stati avrebbero implementato l'accordo. La metà degli intervistati, il 50,5%, ha dichiarato che il governo macedone ha avuto buoni risultati nei negoziati con la Grecia e il 40,7% il contrario. I partecipanti al sondaggio (49,2%) hanno ritenuto che l'accordo avrebbe facilitato i viaggi in Grecia.

### Ratifica da parte del parlamento greco
Il 25 gennaio 2019 il Parlamento greco ha approvato l'accordo di Prespa con 153 voti favorevoli e 146 contrari, con 1 astensione. Poco dopo la ratifica dell'accordo, il ministro degli Esteri supplente greco Georgios Katrougkalos ha firmato, al parlamento greco, la legge promulgata sull'accordo di Prespa.
La comunità internazionale, inclusi i primi ministri Theresa May del Regno Unito, Justin Trudeau del Canada, Bojko Borisov della Bulgaria ed Edi Rama dell'Albania, i presidenti Emmanuel Macron della Francia, Hashim Thaçi del Kosovo, Donald Tusk del Consiglio europeo e Jean-Claude Juncker della Commissione UE, i ministri degli esteri degli Stati Uniti e della Germania, rispettivamente Mike Pompeo e Heiko Maas, il ministro rumeno per l'UE George Ciamba, il cui Paese deteneva la presidenza dell'Unione, nonché il capo della NATO Jens Stoltenberg, hanno accolto positivamente la ratifica dell'accordo. Inoltre, il primo ministro della Repubblica di Macedonia Zoran Zaev, nel suo messaggio di congratulazioni al suo omologo greco Alexis Tsipras, che ha definito "un amico", ha descritto la ratifica come una "vittoria storica" che "pone fine a un lungo conflitto diplomatico in corso tra Atene e Skopje". La Russia, invece, si è opposta all'accordo di Prespa citando la bassa affluenza alle urne nel referendum non vincolante del 2018 sul cambio del nome del Paese. Anche l'Ungheria, che ha dato asilo all'ex primo ministro macedone fuggitivo Nikola Gruevski, un convinto critico dell'accordo, ha fatto pressioni contro di esso.

### Sviluppi successivi alla ratifica greca
Il 6 febbraio 2019, i 29 membri della NATO hanno firmato il protocollo di adesione con la Macedonia del Nord.
Un sondaggio del giugno 2020 in Macedonia del Nord, condotto dal National Democratic Institute, ha mostrato che il 58% dei macedoni sostiene l'accordo di Prespa e che c'è anche un forte sostegno pubblico per la direzione euro-atlantica del Paese, con il 74% di opinioni positive per la NATO (di cui la Macedonia del Nord è membro dal 27 marzo 2020) e il 79% di opinioni positive per l'adesione all'Unione europea.
Un sondaggio dell'ottobre 2020 condotto in Grecia dalla Fondazione Friedrich Naumann in collaborazione con l'istituto di ricerca KAPA, mostra che l'accordo di Prespa sta diventando sempre più accettato in Grecia, con la maggioranza (58%) dei greci che lo vede positivamente; il 25% lo considera un buon accordo, mentre il 33% lo ritiene un accordo con diversi compromessi, ma necessario (dal 18% e 24% rispettivamente nel 2018).

## Nomina al Premio Nobel per la pace
Il 28 gennaio 2019 è stato confermato che Alexis Tsipras e Zoran Zaev erano stati nominati dal Premio Nobel Wided Bouchamaoui per il Premio Nobel per la pace 2019.